# Revselsesret
Revselsesret er retten til anvendelse af fysisk vold mod personer man har myndighed over, i forbindelse med udøvelsen af myndigheden. Det er en betegnelse for forældres ret til tugtelse af deres børn samt retten for lærere til magtudøvelse over for skoleelever samt husbondens ditto over tjenestefolk.
I Danmark er revselsesretten afskaffet i flere etaper, senest med lovændringen fra 1997, som utvetydigt gjorde det forbudt at slå sine børn. I en række lande eksisterer revselsretten eller lignende foranstaltninger fortsat. Her er smæk – slag med flad hånd mod sædepartiet – og lignende opdragelsesformer stadig meget udbredt.

## Praksis
I Middelalderen og indtil det 18. århundrede blev der pryglet med ris og ferle i skolerne. I Bilag A af Folkeskoleloven 1814, § 27 står der: "Læreren maa aldrig tillade sig, at give Børnene Ørefigen, Stød eller Slag med Haanden, at knibe dem, eller bruge Skældsord imod dem." Lussinger var altså forbudt og blev ikke senere tilladt. Riset blev brugt indtil midten af det 19. århundrede, hvor ændrede samfundsforhold gjorde det blufærdigt at blotte enden på den elev der skulle afstraffes. Herefter blev spanskrøret, som allerede var i brug, nu det foretrukne redskab. Herudover blev lussinger, eftersidninger og skammekrogen også ofte benyttet.
I hjemmene blev smæk – slag mod sædepartiet, påklædt eller afklædt – udført med hånd eller varierende typer genstande som eksempelvis livremme og grydeskeer.
Revselse har længe været kontroversielt som metode i almindelighed, herunder som pædagogisk styringsmiddel. Fælles for praksis har været at straffe når det var relevant. Betegnelsen relevans er imidlertid underlagt en vis fortolkning, eksempelvis med  udgangspunkt i barnets adfærd som at barnet var til stede på et upassende tidspunkt eller at barnet havde gjort noget, der ikke var tilladt. Tilsvarende kan også forældrepligten også have berettiget forældre og andre myndighedshavere til at udøve fysisk afrettelse.

## Revselsesretten i Danmark

### Danske lovs bestemmelser
Christian den Femtes Danske Lov fra 1683 indeholder i 6. bogs 5. kapitel bestemmelser, der fastslår omfanget af revselsesretten. Den centrale bestemmelse er 6-5-5, hvori fastslås:
Husbond maa refse sine Børn og Tyende med Kæp, eller Vond, og ej med Vaaben; Men giør hand dem Saar med Aad, eller Eg, eller slaar dem Lemmer sønder, eller skader dem paa deris Helbred, da straffis hand saa som hand een fremmet hafde gjort Skade.
I 6-5-6 fastslås at også hustruen har ret til at revse børnene og tyendet. Husbonds ret til at revse hustruen fremgår ikke eksplicit af Danske Lov; dog fremgår det af 6-5-4, at hustruen straffes for at slå sin husbond. Et tilsvarende forbud var ikke gældende for husbonden. Husbonden måtte dog ikke behandle hustruen "tyrannisk og Uchristeligt" (6-5-7).
Som tyende blev også anset bl.a. fæstebønderne og deres hustruer og børn, der således kunne revses af godsejerne.
Forældrenes ret til at revse deres børn er ligeledes fastslået i 6-9-4, der udtrykkelig fastslår at forældrene ikke krænker husfreden når de slår deres hjemmeboende børn.

### Husbonds ret til at revse tyendet og fæstebønder m.v.
Husbonds, og husbonds ægtefælles, ret til at slå tyendet var lovfæstet ved Danske Lov.
Ved forordning af 25. marts 1791, få år efter stavnsbåndets ophævelse, blev godsejernes ret til at revse husmændene ophævet. Godsejerne kunne dog fortsat revse husmændenes tyende, og forordningerne fra 1791 stadfæstede husbonds ret til at revse sit tyende.
Med indførelsen af tyendeloven fra 1854 blev husbonds ret til at revse sit tyende begrænset, idet revselsesretten blev indskrænket til at omfatte mænd under 18 år og kvinder under 16 år.
Håndværksmestre havde ligeledes ret til at revse lærlinge.

### Afskaffelse af revselsesretten i Danmark
I takt med at korporlig afstraffelse af lovbrydere fik en mindre og mindre betydning i samfundet op igennem 18- og 1900-tallet, blev der i begyndelsen af 1900-tallet indført en række begrænsninger i omfanget af revselsesretten. Der blev således ved vedtagelsen af medhjælperloven i 1921 indført forbud mod husbonds revselse af tyendet, og i 1937 blev håndværksmestrenes ret til at revse lærlinge ophævet.
I 1951 blev legemlig afstraffelse ophævet i de københavnske kommuneskoler, men først i 1967 afskaffede man med en bekendtgørelse, kaldet Spanskrørscirkulæret, læreres ret til overhovedet at slå elever. Samme år forbød en tilsvarende bekendtgørelse at slå klienterne i døgninstitutioner for børn og unge. Forældrenes ret til at revse egne børn forblev dog uantastet.

I 1979 blev revselsesretten afskaffet i Sverige, og i Danmark indførtes i 1985 følgende  bestemmelse i Myndighedsloven: 
Forældremyndigheden medfører pligt til at beskytte barnet mod fysisk og psykisk vold og anden krænkende behandling.
Den formulering blev siden opfattet som tvetydig, fordi der kunne rejses tvivl om hvorvidt pligten til at beskytte barnet også medfører at den pågældende forælder har pligt til ikke selv at volde barnet skade. I 1997 fandt Folketinget efter længere tids politisk debat derfor behov for at tydeliggøre formuleringen og på den måde utvetydigt afskaffe den sidste rest af revselsesretten. Konkret skete lovændringen ved at ændre ovenstående formulering i det der nu hedder lov om forældremyndighed og samvær, til
Barnet har ret til omsorg og tryghed. Det skal behandles med respekt for sin person og må ikke udsættes for legemlig afstraffelse eller anden krænkende behandling.
 Efter afskaffelsen af revselsesretten er vold mod børn strafbar efter straffeloven i samme omfang som vold mod andre.
De borgerlige partier, herunder CD og løsgængeren Jacob Haugaard stemte imod lovforslaget. I retsudvalgets betænkning af 13. maj 1997 anføres, at Det Konservative Folkeparti gik imod lovændringen, ikke fordi partiet gik ind for anvendelse af fysisk afstraffelse i børneopdragelsen, men fordi hensynet til barnets tarv er dækket af gældende lovgivning, herunder myndighedslovens, bistandslovens og straffelovens bestemmelser, hvoraf utvetydigt fremgår at det allerede er forbudt at udøve vold over for børn. De øvrige borgerlige partier begrundede modstanden med at oplysning på området er bedre end ny lovgivning, der blot vil kriminalisere mange forældre.
Pia Kjærsgaard sagde i sin grundlovstale 1997:
Forleden vedtog Folketinget så med én stemmes flertal afskaffelse af revselsesretten. Derved blev det slut med forældres ret til at bestemme over deres børn – og forældrenes ret til at opdrage deres børn. Og derved blev børn i realiteten statens ejendom. En uhyrlig socialistisk lov, som vel at mærke blev lusket igennem og vedtaget uden nogen former for offentlig debat. Og altsammen startet ved et par løselige strøtanker fra justitsministeren i slutningen af februar. Dansk Folkeparti har ikke tænkt sig at opgive kravet om, at børns opdragelse naturligvis er forældrenes ansvar – ikke statens. Og så snart, vi får bare et minimum af politisk indflydelse i Folketinget, vil sagen blive rejst igen.
Fysisk afstraffelse ses fortsat anvendt i nogle danske hjem, men efter lovvedtagelsen i 1997 er et støt stigende antal forældre imod brugen af fysisk afstraffelse som en del af børneopdragelsen.

## Afskaffelse af revselse i verden
I mange af verdens kulturer har det historisk været betragtet som forældres ret og pligt at disciplinere deres børn ved at "give dem en endefuld, når det var relevant". Imidlertid er nogle landes holdning og lovgivning ændret gennem de seneste år, især i det kontinentale Europa. Revselse er nu (2013) forbudt i 34 af verdens lande, allerførst med forbud var Sverige i 1979. Størstedelen af disse 34 lande ligger i Europa og Latinamerika.
I Nordamerika, Storbritannien og det meste af den engelsktalende verden er den revselsesudøvende praksis meget kontroversiel.
Den private organisation Global Initiative To End All Corporal Punishment Of Children (GITEACPOC)  blev oprettet 2001 i forbindelse med en kampagne for et forslag om en verdensomspændende lov mod enhver form for korporlig afstraffelse af børn. Forældre skulle også være omfattet af en sådan lov.
FN's undersøgelser om vold mod børn satte året 2009 som målsætning for et sådant universel forbud, et forbud som også omfatter det hjemlige miljø. Målsætningen er blevet kritiseret af f.eks. The Economist som "det seneste eksempel på tåbelige utopiske FN-målsætninger".
I Afrika, Mellemøsten, og i de fleste dele af det østlige Asien (herunder Kina, Taiwan, Japan og Korea), er korporlig afstraffelse af egne børn tilladt. I Singapore og Hong Kong er korporlig afstraffelse af egne børn lovlig, men det bliver ikke anbefalet. Indstillingen hos mange mennesker i området om at en vis mængde korporlig straf er hensigtsmæssig og nødvendig for deres børn, peger dermed på at samfundet som helhed accepterer revselse af børn.
I disse lande er revselse forbudt:
| Blev forbudt år | Land                                                                    |
| --------------- | ----------------------------------------------------------------------- |
| 1979            | Sverige                                                                 |
| 1983            | Finland                                                                 |
| 1987            | Norge                                                                   |
| 1989            | Østrig                                                                  |
| 1994            | Cypern                                                                  |
| 1997            | Danmark                                                                 |
| 1998            | Letland                                                                 |
| 1999            | Kroatien                                                                |
| 2000            | Bulgarien · Israel · Tyskland                                           |
| 2003            | Island                                                                  |
| 2004            | Rumænien · Ukraine                                                      |
| 2005            | Ungarn                                                                  |
| 2006            | Grækenland                                                              |
| 2007            | Holland · New Zealand · Portugal · Spanien · Togo · Uruguay · Venezuela |
| 2008            | Costa Rica · Liechtenstein · Luxembourg · Moldova                       |
| 2010            | Albanien · Kenya · Polen · Tunesien · Congo                             |
| 2011            | Sydsudan                                                                |
| 2013            | Honduras                                                                |
| 2019            | Sydafrika                                                               |

## Revselsesret i religiøs sammenhæng
Det Gamle Testamente indeholder i Ordsprogenes Bog 13:24 i den danske oversættelse ordsproget "Den, der sparer på stokken, hader sin søn, den, der elsker sin søn, tugter ham i tide." Dette ordsprog, og Biblens øvrige anvisninger til opdragelse af børn (Ordsprogenes bog 29:15, Brevet til Hebræerne 12:7-11 m.fl.) har oprindeligt givet revselsesretten en religiøs legitimitet i store dele af verden.

## Eksterne kilder og referencer
1. ↑  "Revselsesret". folkeskolen.dk. 24. april 1997. Hentet 25. februar 2018.
2. ↑  Afstemningsresultat, L 213: Forslag til lov om ændring af lov om forældremyndighed og samvær. (Afskaffelse af revselsesretten), 1996-1997, fra Folketingets hjemmeside
3. ↑  Kjærsgaard, Pia. "Pia Kjærsgaard's Grundlovstale 1997". www.danskfolkeparti.dk. Hentet 2008-04-13.{{cite web}}:  CS1-vedligeholdelse: url-status (link)
4. ↑  "Kristeligt Dagblad".
5. ↑  "Global Initiative to End All Corporal Punishment of Children".
6. ↑  "The United Nations Study on Violence against Children". Arkiveret fra originalen 9. oktober 2009. Hentet 24. oktober 2009.
7. ↑  "Arkiveret kopi". Arkiveret fra originalen 24. maj 2015. Hentet 13. november 2013.
8. ↑  "Arkiveret kopi". Arkiveret fra originalen 13. november 2013. Hentet 13. november 2013.